# Woo What's
Woo What's（ウー ホワッツ）は、LUV AND RESPONSEのメジャーデビューシングル。2007年5月9日にEMIミュージック・ジャパンより発売された。

## 概要
LUV AND RESPONSEにとって記念すべきメジャーデビューシングルであり、作詞はD、作曲およびサウンドプロデュースはかねてからDと交友のあるSOUL'd OUTのトラックマスター・Shinnosukeが担当。Shinnosuke曰く、同曲は彼らにとって“初めての名刺”になる事から、イメージ創りを徹底するように心掛けた。歌詞、メロディ、アレンジ、歌声からなる楽曲全体のトータルバランスを一番重視し、聴きやすいサウンドを特徴としている。
CDジャケットは、ファッション業界でも活躍しているDを中心に、各方面でプロとして活躍していたメンバー自身によるセルフプロデュース。聴覚だけでなく、視覚からもリスナーに訴えかけることを重視したグループらしい試みとなっている。
CDにはタイトル曲および同曲のリミックスバージョン4曲、同梱のDVDにはミュージック・ビデオとパフォーマンス・ダイジェスト映像を収録。

## 収録曲

### CD
1. Woo What's
2. Woo What's (Cool Bleeze mix)
3. Woo What's (Slammin' mix)
4. Woo What's (Sex mix)
5. Woo What's (Classic Funky mix)

### DVD
1. ｢Woo What's｣Promotion Video
2. Performance Digest

## タイアップ
1. Woo What's
日本テレビ系「汐留☆イベント部」2007年5月度エンディングテーマ
毎日放送「Hz」2007年5月度エンディングテーマ